# Alejandro Castro Espín
Alejandro Castro Espín (sinh ngày 29 tháng 7 năm 1965) là chính khách và quân nhân người Cuba. Ông giữ cấp bậc Chuẩn tướng trong Bộ Nội vụ Cuba. Ông là con trai duy nhất của Raúl Castro, cựu Bí thư thứ nhất Đảng Cộng sản Cuba và Vilma Espín, một trong những nhà lãnh đạo chính của Cách mạng Cuba; ông cũng là cháu trai của Fidel Castro.

## Tiểu sử
Alejandro chào đời ngày 29 tháng 7 năm 1965. Ông là cậu con trai duy nhất trong cuộc hôn nhân giữa Raúl Castro và Vilma Espín (1930–2007), và còn có các chị gái tên là Deborah, Mariela và Nilsa. Em gái ông, Mariela, là một trong những nhà tình dục học nổi tiếng nhất đất nước, đồng thời cũng là giám đốc Trung tâm Giáo dục Giới tính Quốc gia Cuba.
Ông tham gia vào đội quân Cuba được chính phủ của mình cử đến Nội chiến Angola, và mặc dù không chiến đấu ở tiền tuyến nhưng ông đã vô tình bị thương ở mắt (không mất mắt) trong một cuộc tập trận ở Luanda, Angola. Chấn thương này khiến những người bất đồng chính kiến ở Cuba đặt cho ông biệt danh là "Một Mắt" (tiếng Tây Ban Nha: El Tuerto).
Alejandro Castro từng là kỹ sư và có bằng thạc sĩ về quan hệ quốc tế. Ông cũng được đánh giá là nhà nghiên cứu về các vấn đề liên quan đến quốc phòng và an ninh quốc gia.
Kể từ khi cha ông lên nắm quyền, Alejandro đã trở thành trợ lý riêng của chủ tịch nước và tham gia vào nhiều sự kiện chính trị cũng như các chuyến viếng thăm chính thức, điều này làm gia tăng suy đoán về khả năng ông là người kế nhiệm Castro trên cương vị là người đứng đầu chế độ Cuba. Ông thường xuyên viết bài trên báo chí Cuba, và vào năm 2009, ông đã giới thiệu cuốn sách đầu tiên của mình có nhan đề El Imperio del Terror (tiếng Anh: Đế chế Khủng bố), do nhà xuất bản Bộ Nội vụ Cuba xuất bản, nộ dung sách trong đó giải thích tầm nhìn đặc biệt của ông về lợi ích quyền lực của Mỹ trong thế kỷ 19 và 20.